# Grallaire tachetée
Hylopezus macularius
Espèce
Statut de conservation UICN

 LC  : Préoccupation mineure
La Grallaire tachetée (Hylopezus macularius) est une espèce d'oiseaux de la famille des Grallariidae vivant en Amérique du Sud.

## Description
L'adulte mesure environ 14 cm pour un poids de 43 g. 

## Répartition et habitat
Cette espèce est présente au Venezuela, en Guyana, au Suriname, en Guyane, au Brésil, en Colombie, en Équateur, au Pérou et en Bolivie
Son habitat naturel est subtropical ou des forêts tropicales humides[réf. nécessaire].

## Liste des sous-espèces
Selon la classification de référence du Congrès ornithologique international (version 11.1, 2021) :
- sous-espèce Hylopezus macularius dilutus (Hellmayr, 1910) - Sud-Est de la Colombie, Sud du Venezuela, Nord-Est du Pérou
- sous-espèce Hylopezus macularius macularius (Temminck, 1830) - Est du Venezuela, Guyana, Guyane, Nord-Est du Brésil